# Robert Biedroń
Pour les articles homonymes, voir Biedron.
Robert Biedroń, né le 13 avril 1976 à Rymanów, est un homme politique polonais. 
Il est député de la Diète de Pologne et membre de l'Assemblée parlementaire du Conseil de l'Europe de 2011 à 2014, puis maire de Słupsk de 2014 à 2018.
En 2019, il fonde le parti Printemps, dont il prend la direction. Chef de liste de ce parti dans la circonscription de Varsovie, il est élu député européen aux élections européennes de la même année. Il co-dirige également la campagne de La Gauche — coalition des partis Printemps, de l'Alliance de la gauche démocratique et Ensemble — aux élections législatives de 2019. Il est candidat de cette coalition à l’élection présidentielle de 2020, où il obtient 2,2 % des voix.
Militant des droits LGBT, il est le premier homme politique de premier plan à se déclarer homosexuel en Pologne.

## Situation personnelle

### Origine et formation
Robert Biedroń naît à Rymanów, dans la Voïvodie des Basses-Carpates, mais grandit dans la ville de Krosno. Il étudie à Ustrzyki Dolne, obtient une licence de science politique à l'université de Varmie et Mazurie d'Olsztyn, puis un master dans ce même domaine en 2003. Il suit également des cours à l'École des droits de l'homme organisés par le Comité Helsinki.
Il parle anglais, français, russe et italien.

### Vie privée
Ouvertement homosexuel, Robert Biedroń est en couple avec Krzysztof Śmiszek, député à la Diète, docteur en droit, militant de la Campagne contre l'homophobie et président du conseil d’administration de la Société polonaise du droit antidiscriminatoire.
Il se déclare athée.
En 2000, il a été accusé par sa mère, Helena Biedroń, d'avoir abusé d'elle et de son jeune frère. L'affaire a été portée devant le parquet et devant le tribunal. Le parquet a déposé un acte d'accusation contre Robert Biedroń, l'accusant du délit d'abus et du délit de coups et blessures légers. Cependant, Helena Biedroń a retiré l'accusation, à la suite de quoi l'affaire a été classée sans suite par le parquet.

## Parcours politique

### Débuts
Robert Biedroń coopère pendant plusieurs années avec des associations LGBT en Pologne et à l’étranger. Après ses études, il part à Londres, où il milite au sein de l’association britannique OutRage!.
Il participe à la première marche des fiertés organisée en Pologne le 1er mai 2001, puis co-fonde, en septembre 2001, la campagne contre l'homophobie en Pologne (Kampania Przeciw Homofobii). Distingué pour ses actions en faveur des droits des homosexuels, il reçoit en 2003 les lauriers de l'arc-en-ciel et en 2004 le titre d'homme rainbow.
Fidèle aux idées de Twój Ruch, et sous la forme d'un libéralisme social, d'une laïcité occidentale, et d'une vision europhile de l'Union européenne, il milite pour une séparation de l'Église et de l'État dans les faits et non seulement dans les textes, la suppression du catéchisme dans l'enseignement public, soutient le féminisme, notamment le droit à l'avortement pour toutes les femmes, le mariage homosexuel en Pologne, l'accès gratuit aux préservatifs ou encore le remboursement intégral de la pilule contraceptive.
Il est le fondateur de l’Institut pour la pensée démocratique (Instytut Myśli Demokratycznej), un think tank progressiste. Dans le cadre de l’institut, il dirige un programme intitulé « Scénarios pour la Pologne », une plate-forme analysant les perspectives d’évolution de la Pologne dans les 20 prochaines années et formulant des recommandations de politiques publiques. Robert Biedroń est aussi à l'origine du réseau des Villes Progressistes (Progresywne Miasta), espace de coopération et d’échange d’expérience visant à développer une politique locale progressiste fondée sur la démocratie participative, la transparence et une communauté municipale ouverte.

### Député

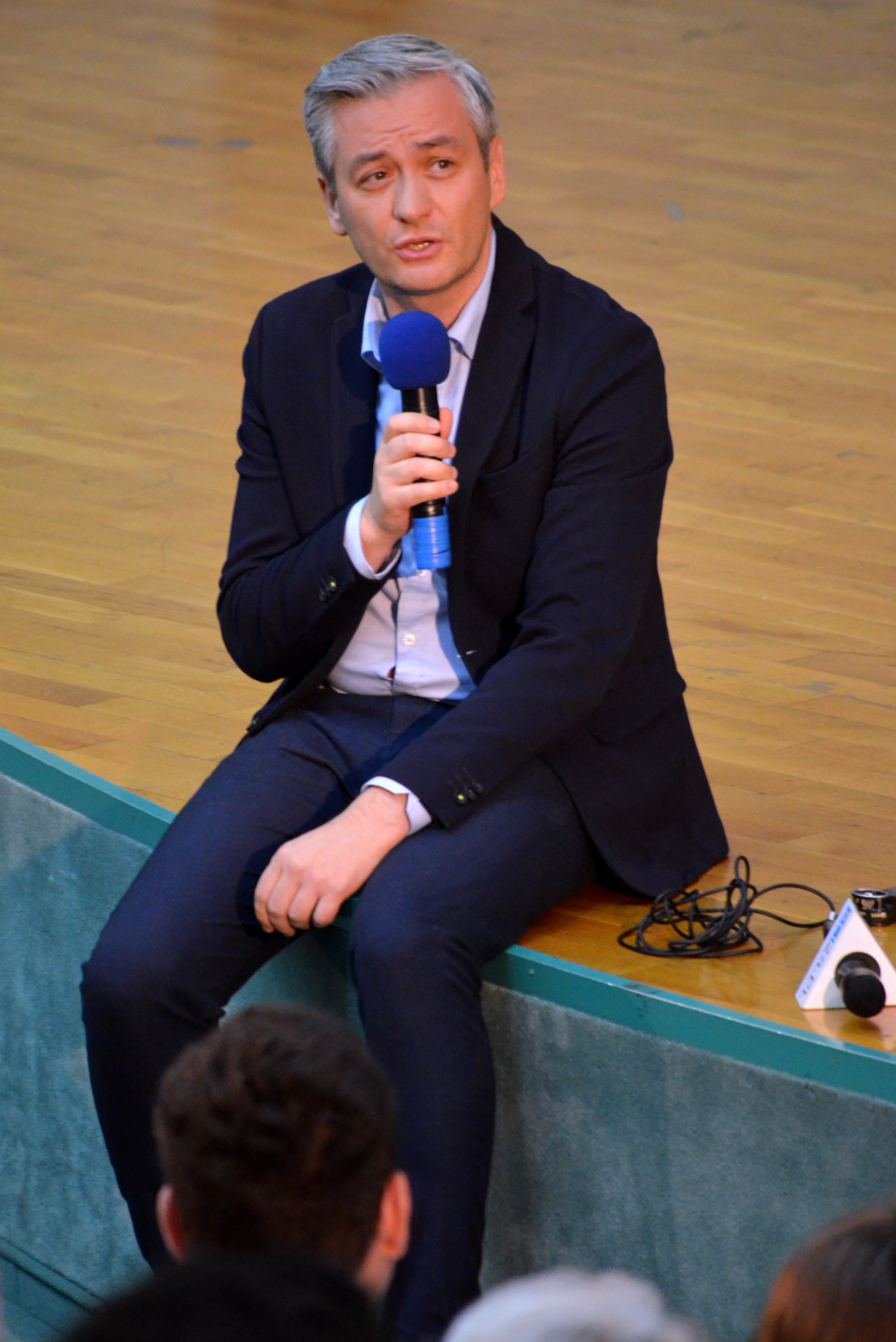
Robert Biedroń en 2018.

À l'occasion des élections législatives de 2005, Robert Biedroń se porte candidat sous l'étiquette de l'Alliance de la gauche démocratique, mais il n'obtient que 1 686 voix (0,22 % du total) dans la circonscription de Varsovie I, no 19.
Il rejoint en 2011 le mouvement Palikot et se porte à nouveau candidat aux élections législatives de 2011 de la Diète dans la circonscription de Gdynia, no 26. Le 9 octobre, il est élu avec 16 919 voix, terminant 8e alors que 14 sièges étaient à pourvoir. Il devient le premier parlementaire ouvertement homosexuel de Pologne. Étant, avec Anna Grodzka, les deux premières personnes LGBT à siéger au Parlement polonais, la presse salue ces élections comme des « premières historiques ».
Entre 2012 et 2015, il est membre de l’Assemblée parlementaire du Conseil de l'Europe. Au cours de son mandat de député à la Diète, il est vice-président de la commission de la Justice et des Droits de l’homme et membre de la commission des Affaires étrangères.

Il est membre du Congrès des pouvoirs locaux et régionaux du Conseil de l’Europe entre 2015 et 2018. Il est par ailleurs membre du groupe consultatif sur le genre, les déplacements forcés et la protection créé par le Haut Commissariat des Nations unies pour les réfugiés.

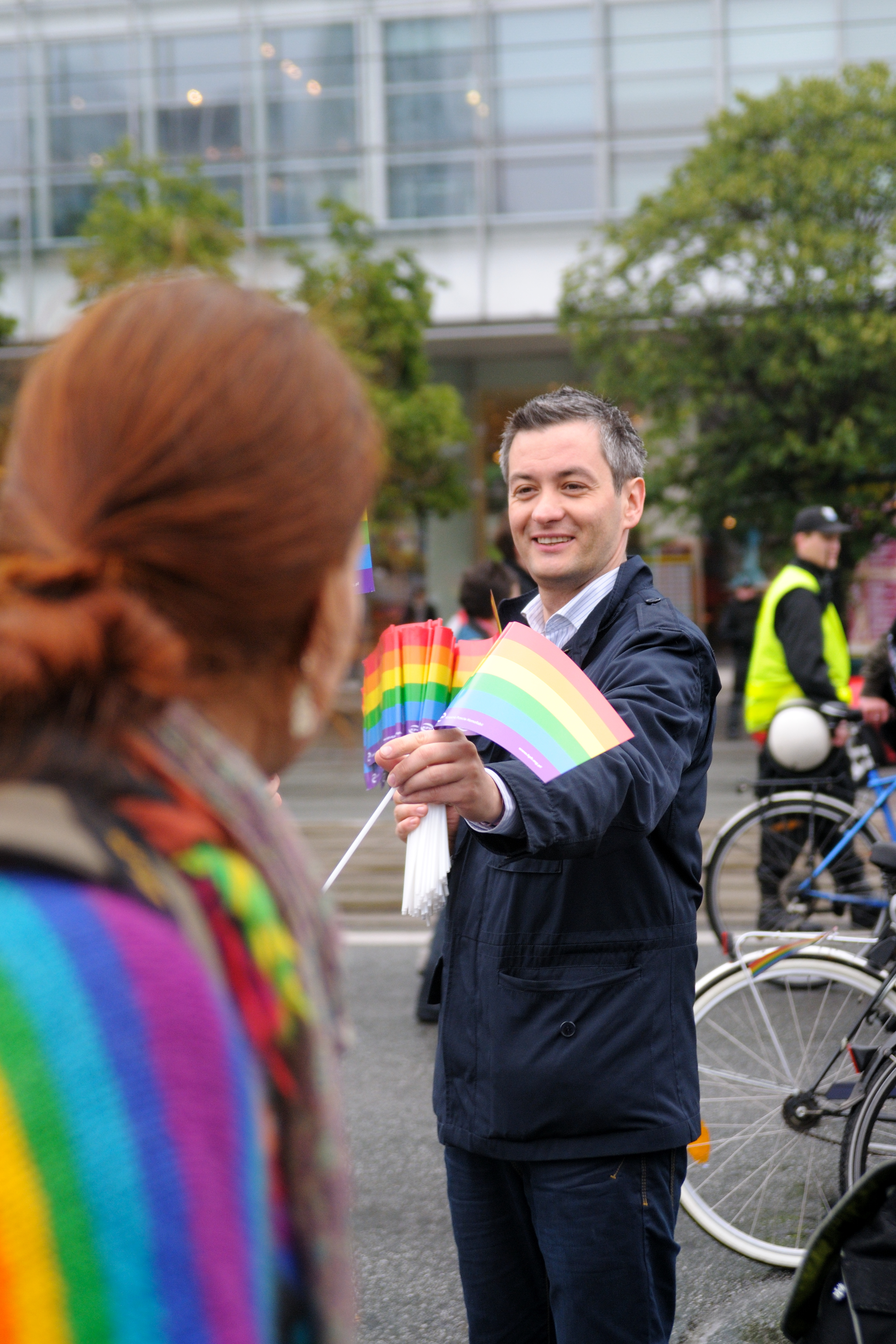
Robert Biedroń à la Marche des fiertés de Varsovie de 2009.

Il est l’auteur de plusieurs livres, notamment d’un manuel pour enfants sur le fonctionnement de la démocratie (Włącz Demokrację), de son autobiographie À contre-courant (Pod prąd) et d’un ouvrage intitulé Nouveau chapitre (Nowy rozdział) qui renferme ses réflexions politiques, paru quelques mois avant le lancement de son parti politique.

### Maire de Słupsk
En 2014, il se présente aux élections municipales dans la ville de Słupsk, qui abrite un peu plus de 95 000 habitants en voïvodie de Poméranie. À l'issue du premier tour, il termine à la 2e place avec 5 972 voix (20,34 %), derrière Zbigniew Konwiński, le candidat de Plate-forme civique (8 541 voix ; 29,09 %), mais devant le candidat de Droit et justice (PiS), Robert Kujawski qui obtint 5 475 suffrages (18,65 %). Le 30 novembre, à l'issue du second tour, il remporte les élections avec 15 308 voix (57,08 %) contre son adversaire Zbigniew Konwiński (PO: 11 511 voix ; 42,92 %). Il devient le premier maire homosexuel de Pologne. Il est investi maire le 6 décembre suivant et démissionne de son mandat de député deux jours plus tard.
En tant que maire, Robert Biedroń entend réaliser des économies. Lorsqu’il prend ses fonctions, la ville est endettée de près de 300 millions de zlotys. Le maire décide notamment de renoncer à sa voiture de fonction, il demande au conseil municipal de baisser son salaire et il supprime plusieurs agences locales. En 2017, l’endettement de Słupsk diminue à 232 millions de zlotys. 
Tout au long de son mandat de maire, il mène une politique pro-écologique, égalitaire avec des éléments de démocratie participative. La ville réalise la thermo-modernisation des bâtiments d’utilité publique. Il crée l’initiative du « Canapé Rouge » — il place un canapé dans les lieux publics pour que les habitants puissent discuter avec leur maire. Il met en place des organes de consultation avec les habitants : le Conseil du développement durable et de la modernisation de la ville, le Conseil des femmes et le Conseil des seniors. Il refuse d’accueillir un cirque avec animaux sauvages et il fait construire un nouveau refuge animalier. 
Il ne se représente pas aux élections municipales de 2018, mais il soutient sa maire adjointe Krystyna Danilecka-Wojewódzka. 

### Printemps et député européen
En septembre 2018, il organise une grande tournée dans le pays, baptisée « le Brainstorming de Biedroń », des rencontres ouvertes au public et destinées à réfléchir au futur de la Pologne avec Robert Biedroń (qui anime chaque séance). Les « Brainstormings » attirent des centaines, parfois des milliers de personnes. 
Le 3 février 2019, Robert Biedroń officialise la création de son parti, nommé Printemps. Il entend rompre avec la confrontation entre les deux grands partis du pays, le PiS conservateur et la PO libérale.
Aux élections européennes de mai, Printemps obtient 6,1 % des suffrages exprimés, un score inférieur à celui accordé par les sondages au début de la campagne. Il est tout de même élu député européen, siégeant au sein du groupe S&D. Au Parlement européen, il est président de la délégation Wiosna. Il devient vice-président de la Commission des droits de la femme et de l'égalité des genres, président de la Délégation pour les relations avec la Biélorussie, membre de la Commission des budgets et de la Conférence des présidents des délégations ainsi que membre suppléant de la Commission des affaires étrangères.
En vue des élections parlementaires d’octobre 2019, alors que son mouvement continue de baisser dans les intentions de vote, il rejoint la coalition La Gauche, conduite par l’Alliance de la gauche démocratique (SLD).

### Élection présidentielle de 2020
En janvier 2020, La Gauche désigne Robert Biedroń pour être son candidat à l'élection présidentielle de la même année. Il termine sixième avec 2,2 % des voix. Dans l'entre-deux tours, il apporte son soutien au candidat libéral, Rafał Trzaskowski, face au président sortant, le conservateur Andrzej Duda.

## Décoration
- Le laurier arc-en-ciel (2000)[20]

- Le titre de L'homme arc-en-ciel (2004) [21]

- Distinction dans le classement des 10 meilleurs députés de l'hebdomadaire Polityka réalisé parmi les journalistes parlementaires polonais pour l'assiduité, la culture et la contribution aux travaux de la commission de la justice (2014) [22]

- Prix Anna Laszuk de Radio Tok FM (2015) [23]

- Prix de la diversité du Congrès des femmes (2016) [24]

- Classé 8e dans le classement des meilleurs maires de ville par Newsweek (2016) [25]

- Chevalier de l'ordre national du Mérite (France, 2016)[26]

- 13e place dans le classement des meilleurs maires de ville établi par Newsweek (2017) [27]

- Prix spécial de la Couronne de l'égalité décerné par la Campagne contre l'homophobie (2021)[28]

- Alan Turing LGBTIQ+ Awards Premio Especial décerné par le festival Culture Business Pride pour la lutte en faveur des personnes LGBTIQ+, de leurs droits et de leur visibilité (2022)[29]

- The Parliament MEP Award dans la catégorie Diversité, Inclusion et Impact social pour la contribution et les réalisations dans la promotion de la diversité et de l'inclusion à travers l'Europe (2023) [30]